# Ден на ерзянския език
Денят на ерзянския език (на ерзянски: Эрзянь Келень Чи) е празник в съвременния живот на ерзяните.
Отбелязва се от 1993 г., когато Фондът за спасение на ерзянския език „А. П. Рябов“ (Саранск) определя за такъв 16 април – рождения ден на първия ерзянски професор Анатолий Рябов.
Днес денят на ерзянския език се празнува не само в Мордовия, където ерзянският език се употребява наравно с руския и мокшанския език и е държавен език, но и в други места, където живее компактно ерзянско население: Нижегородска, Самарска, Московска, Челябинска, Мурманска области. Също така традиционни стават и празниците в чужбина, където живеят сродни народи: Естония (Ерзянско общество „Сятко“) и Финландия.
Организатори на мероприятието в Москва са РОО „Эрзянь вайгель“ („Глас на ерзяните“), а в Санкт-Петербург – Обединение на ерзяните „Еле“ в Петербург и Ленинградска област
Официалната тържествена програма не е точно определена и прадникът обикновено се провежда под формата на отворени уроци в училищата и детските градини, срещи с известни писатели, поети, творчески личности, концерти. Смисълът на мероприятията е да се покажат ерзянският език и литература, а също така и други национални успехи.
В празничната зала задължително се поставя портрет на проф. Анатолий Рябов, има надписи на ерзянски език, украсено е с цветя и се слага ерзянския флаг.
Официалната част започва с песента „Тюштя“. Обикновено в Саранск тази песен се изпълнява от мъжкия ансамбъл „Торама“. После се пали рождена свещ – щатол. Правото за запалване на свещ се дава на почитан и известен човек, след което се избират кандидати за президиума на съвета на старейшините на Ерзя (на ерзянски: Эрзянь атянь эзем).